# Антонио Бајамонти
Антонио Бајамонти (19. фебруар 1822 — 13. јануар 1891) био је аустријски политичар далматинско-италијанског порекла. На позицији градоначелника Сплита је провео дуги низ година. Остао је упамћен као један од најуспешнијих градоначелника тог града, обављајући ту функцију двадесет година (1860–1880) скоро у континуитету. По професији је био лекар. Бајамонтијеви родитељи су били Ђузепе Бајамонти (преторски канцелар Виса) и Елена Кандидо из Шибеника.

## Градоначелник Сплита
Бајамонти је постао градоначелник Сплита 9. јануара 1860. године као члан Аутономистичке странке (наследио је Шимуна де Микели-Витурија). На функцији је остао до 1864. године, када је смењен због свог противљења аустријском централизму. Заменио га је Франо Ланца, али се 1865. године ујединио са Народном странком створивши Либералну унију и поново је победио на изборима.
Обављао је функцију више од две деценије, све до 1880. године, када се повукао са исте, а наследио га је Александар Налини, још један члан Аутономистичке странке. Након што су демократске реформе омогућиле већем делу становништва да оствари право гласа, Бајамонтијева Аутономистичка странка је изгубила изборе 1882. године. Хрватски Далматинци, који су чинили већину становништва Сплита, успели су довољно да утичу на гласање и изабран је градоначелник из редова Народне странке, Дујам Рендић-Миочевић, који је по професији био истакнути адвокат.

## Далматински сабор
Бајамонти је такође био члан Далматинског сабора (1861–1891) и Аустријске посланичке коморе (у два одвојена периода, 1867–1870 и 1873–1879). Оженио се Алојзијом Кружевић 6. октобра 1849. године.
Годинама је уживао значајну подршку Хрвата и Италијана и у овом периоду релативног друштвеног мира је био покретач важних јавних радова.
1859. године је, пре избора, саградио јавно позориште, а за пројекат је издвојио свој новац. Током његове администрације, уместо нафтне, инсталирана је гасна расвета, основано је Друштво за изградњу и улепшавање Сплита, изграђено је западно крило репрезентативне зграде на тргу Прокуративе, а обновљен је и стари Диоклецијанов водовод.
На његову иницијативу, Сплит је такође добио трг окружен галеријама. Његово најпознатије дело била је изградња велике фонтане која је касније добила име по њему. Три месеца након другог отварања фонтане, Антонио Бајамонти је преминуо. Фонтану су 1947. године срушиле градске власти, као симбол фашизма и италијанске окупације нове власти.
Бајамонти је основао полису Далматинског друштва (1886) и Друштва за смештај у Сплиту (1888). Преминуо је оставивши иза себе дугове, у свом родном граду 13. јануара 1891. године. Када је преминуо, информација о његовој смрти објављена је у скоро целој штампи широм Италије.